# Суперрозиди
Суперрозиди (англ. superrosids) — велика клада (монофілетична група) квіткових рослин, що об'єднує 18 порядків, як визначено в системі APG IV. Кладу формують Ломикаменецвіті та Розиди.

## Систематика
Суперрозиди:
- - Saxifragales
- Розиди
  - Vitales
  - Celastrales
  - Malpighiales
  - Oxalidales
  - Cucurbitales
  - Fabales
  - Fagales
  - Rosales
  - Zygophyllales
  - Brassicales
  - Crossosomatales
  - Geraniales
  - Huerteales
  - Malvales
  - Myrtales
  - Picramniales
  - Sapindales

## Галерея

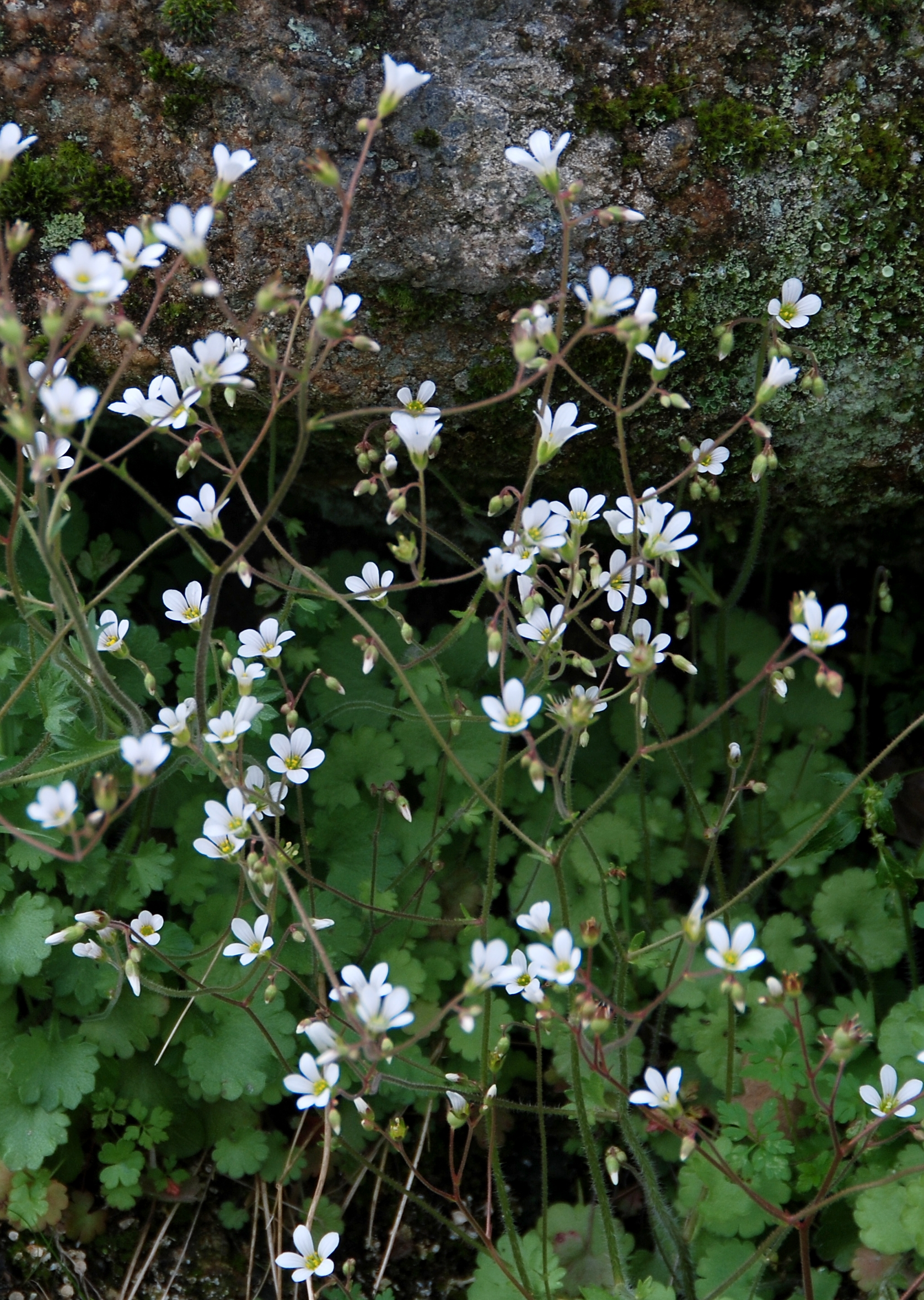
Saxifraga granulata — типовий вид з порядку Ломикаменецвіті (Saxifragales)
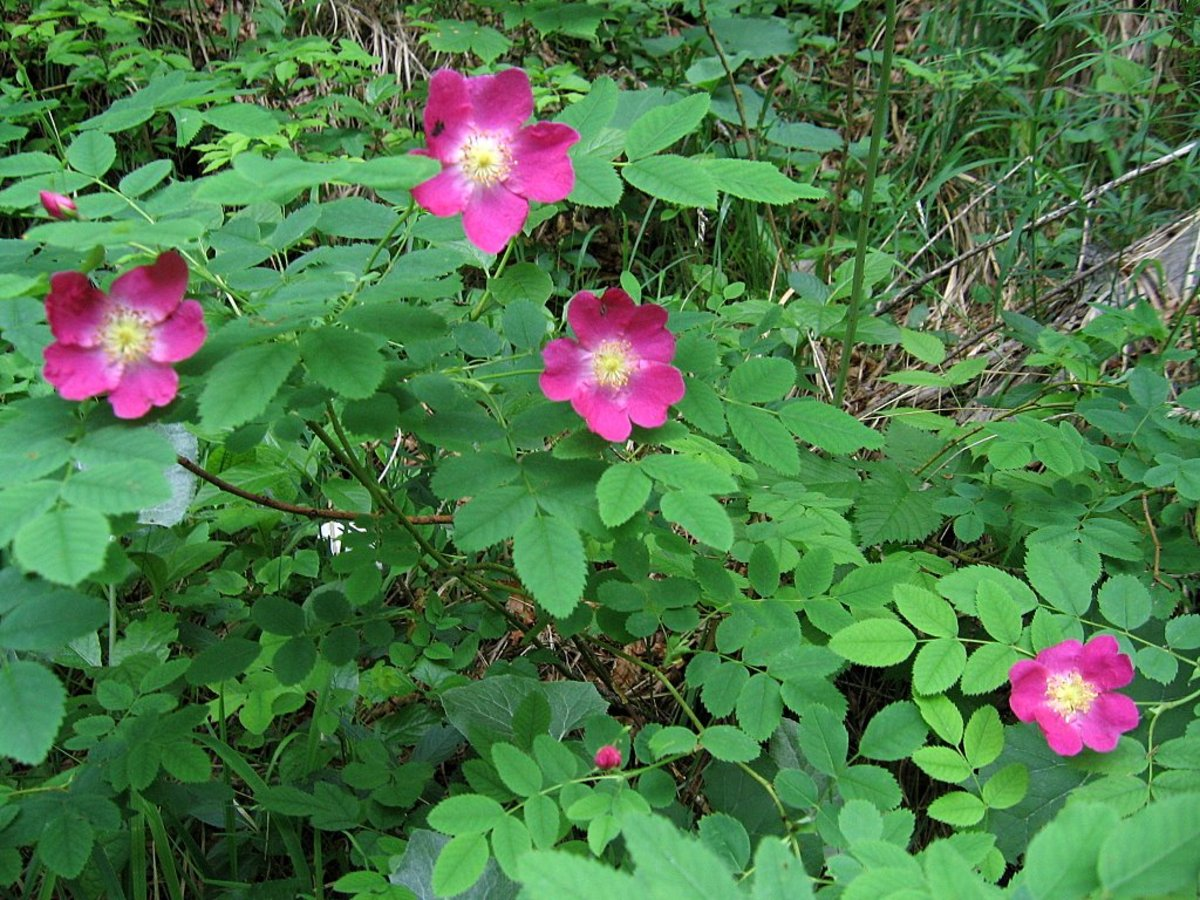
Rosa pendulina — типовий вид з порядку Розоцвіті (Rosales), що належить до розидів